# Euroregion Silesia
Die Euroregion Silesia ist eine Euroregion in Polen und Tschechien.
Auf der polnischen Seite gehören die Bezirke Raciborski, Glubczycki, Wodzislawski und Rybnicki zur Euroregion, die sich in den Woiwodschaften Oppeln und Schlesien befinden.
Auf tschechischer Seite ist es eine von vier Euroregionen auf dem Gebiet von Mährisch-Schlesien, mit den Gebieten des Okres Opava, Teilen des Okres Bruntál (Krnover Ländchen) und Nový Jičín. Mitglieder der Region sind 61 Gemeinden und Städte, drei Organisationen und die Handelskammer Opava sowie die Schlesische Universität in Opava.
Die polnische Seite bildet einen Stowarzyszenie Gmin Dorzecza Górnej Odry (Zusammenschluss der Gemeinden der Oberen Oder), mit 19 Städten und Gemeinden. Insgesamt leben etwa 520.000 Menschen in der Region.
Gemeinsame Geschichte, die sprachliche Verwandtschaft, Kulturgemeinsamkeiten, politische Verhältnisse und Wirtschaftspotential sind dabei gute Voraussetzungen für eine intensive tschechisch-polnische Zusammenarbeit. Das Gebiet ist dabei eine natürliche geographische Umgebung für gemeinsame Kontakte der Menschen über die Landesgrenzen hinweg, ohne natürliche Hindernisse wie Berge oder größere Gewässer. Diese Kontakte werden auch durch die ungewöhnlich hohe Anzahl von Grenzübergängen (auf 90 Kilometer befinden sich 17 Übergänge) unterstützt.